# Mikroregion Radbuza
Mikroregion Radbuza je svazek obcí v okresu Domažlice, okresu Plzeň-jih a okresu Plzeň-sever, jeho sídlem jsou Dobřany a jeho cílem je společný postup obcí na realizaci Programu obnovy venkova a programů regionální politiky ČR, zmnožení sil a prostředků při prosazování záměrů jednotlivých obcí formou zabezpečení koordinovaného postupu orgánů místní samosprávy. Sdružuje celkem 25 obcí a byl založen v roce 1999.

## Obce sdružené v mikroregionu
- Dnešice
- Dobřany
- Holýšov
- Honezovice
- Hradec
- Chlumčany
- Chotěšov
- Líně
- Kotovice
- Lisov
- Líšina
- Neuměř
- Nová Ves
- Přestavlky
- Stod
- Střelice
- Štichov
- Kvíčovice
- Merklín
- Přehýšov
- Tlučná
- Ves Touškov
- Vstiš
- Zbůch
- Zemětice